# Kartidris fujianensis
Kartidris fujianensis är en myrart som beskrevs av Wang 1993. Kartidris fujianensis ingår i släktet Kartidris och familjen myror. Inga underarter finns listade i Catalogue of Life.